# L'appuntamento natalizio di papà
L'appuntamento natalizio di papà (My Dad's Christmas Date) è un film del 2020 diretto da Mick Davis.

## Trama
Jules è una ragazzina di sedici anni che vive a New York con suo padre David. Da quando due anni prima sua madre è morta sta facendo di tutto per trovare una nuova compagna per il padre attraverso vari siti di incontri.

## Distribuzione
Il film è stato distribuito sulla piattaforma Amazon Prime Video a partire dal 2 dicembre 2020.